# 7,65×21 мм Парабеллум
7,65×21 мм Парабеллум (визначений як 7,65 Parabellum за C.I.P. і також відомий як .30 Luger та 7,65 мм Luger) є пістолетним набоєм який був представлений у 1898 німецьким виробником зброї Deutsche Waffen und Munitionsfabriken (DWM) для їхнього нового пістолета Парабеллум. Розробниками були збройні інженери Георг Люгер та Гуґо Борхардт, який переробив набій з раніше створеного набою 7,65×25 мм Борхардт під час роботи у DWM.

## Розробка
У 1897, на тестування швейцарського військового комітету з випробувань було надано пістолет C—93 Борхардт. Комітет визнав пістолет важким для прийняття на службу. Георг Люгер отримав завдання від DWM покращити пістолет Борхардта. Він розробив набій 7,65×21 мм Parabellum на основі набою 7,65×25 мм Borchardt. Вкоротивши гільзу, Люгер покращив зчеплення, що дало змогу скоротити хід затвора ніж у оригінальному пістолеті. Перехідна модель Борхардт—Люгер під новий калібр була представлена швейцарській комісії у 1898. Після наступних покращень з'явився пістолет DWM Pistole-Parabellum ("пістолет Люгера"). Новий набій було стандартизовано і у 1900—1901 було розпочато масове виробництво на фабриці DWM Карслруе, Німеччина.
Близько 1903, окремий набій було розроблено для карабінів Parabellum. Він містив на 20% більше пороху (на відміну від стандартного заряду вагою 0.32—0.35 гр до 0.4 гр) і чорний колір гільзи. Такий набій випускали одразу після Першої світової війни.

## Історія та використання

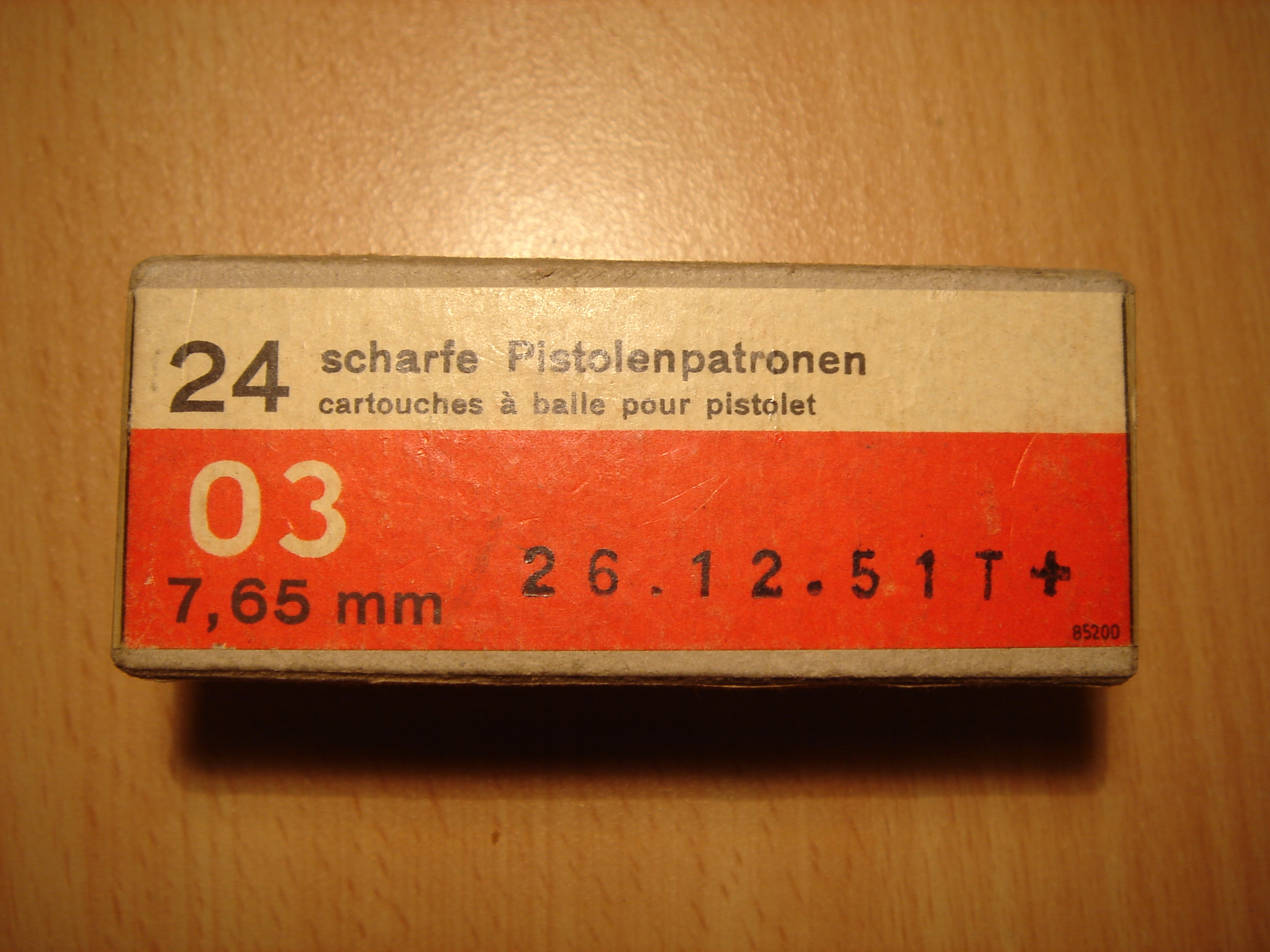
Остання партія швейцарського військового набою 7,65 мм Parabellum

Одразу після появи, набій 7,65×21 мм Parabellum виробляли у декількох країнах для місцевого використання та на експорт, втому числі у Німеччині, Швейцарії, Фінляндії, Франції, Португалії, Бразилії, Великій Британії та у США.
З прийняттям пістолета Люгер у 1900 на озброєння, набій 7,65 мм Luger стандартним пістолетним набоєм швейцарської армії до кінця 1940—х. Пізніше пістолети для швейцарської армії, SIG P210, також випускали під цей набій, але лише для цивільного використання; військові пістолети P210 мають калібр 9×19 мм Parabellum.
Набій 7,65 мм Parabellum було замінено у Німецькій армії на набій 9×19 мм Parabellum. Це пояснюється просто, для установки кулі калібру 9 мм у набій 7,65 мм Luger достатньо розширити дульце гільзи. Зброю під набій калібру 7,65 мм Parabellum через схожу довжину гільзи, розмір фланця та загальну довжину набою можна легко переробити під набій 9 мм Parabellum і навпаки, достатньо замінити ствол.
Пістолет Люгер під набій 7,65 мм був прийнятий фінами у 1923 під назвою Parabellum Pistooli 23, скорочено m/23. Було замовлено близько 8000 пістолетів, але після війни залишилась мала кількість. Багато цих пістолетів були перероблені під набій 9 мм, а мала кількість залишалася на складах до 1980 для озброєння не бойового персоналу.
Бразильські збройні сили отримали його у 1900, у 1937 він був замінений на .45 ACP. Проте він залишався у невеликій кількості у поліції до 1970—х, наприклад у колишньої поліції штату Гуанабара. Набій використовували у німецьких пістолетах Parabellum (що частково замінив револьвер Сімпсона) і, пізніше, у деяких пістолета-кулеметах Schmeisser MP—28 II зроблених за бельгійською ліцензією.
Окрім пістолетів Luger Parabellum та SIG P210, існували і інші пістолети зроблені під цей калібр, загалом для комерційного продажу у країнах де цивільним заборонено використання зброї військового калібру, наприклад 9 мм Parabellum. Це наприклад пістолети Astra A—80, Benelli B80, Beretta M952, Beretta 92, Browning Hi—Power, Mamba, деякі моделі серії Ruger P та SIG Sauer P220.
Під цей калібр було розроблено декілька пістолетів—кулеметів, відомий SIG Bergmann 1920 (у ліцензована швейцарська версія Bergmann MP-18/1), Flieger-Doppelpistole 1919, M/Neuhausen MKMS, Austrian MP34 та Suomi M—26.
Назва походить від латинського прислів'я si vis pacem, para bellum — "Хочеш миру, готуйся до війни."

## Параметри набою
Об'єм гільзи набою 7,65×21 мм Parabellum складає 0,93 мл (14,3 грани H2O).
Максимальні розміри набою 7,65×21 мм Parabellum згідно C.I.P.. Всі розміри у міліметрах (мм).
Загальний крок нарізки для цього набою складає 275 мм (1 in 10.83 in), 4 канавки, ø полів = 7,62 мм, ø канавки = 7,83 мм, довжина полів = 3,05 мм і тип капсуля - малий пістолетний. Дзеркальний зазор набою по плечу гільзи.
Згідно з C.I.P. (Постійна міжнародна комісія з випробування стрілецької зброї) гільза набою 7,65×21 мм Parabellum може витримувати тика 235 МПа (34 100 psi). У кожній країні яку контролює C.I.P. кожний пістолетний набій повинен пройти перевірку на тиск на 130% щоб отримати сертифікат від C.I.P. 

## Синоніми
- 7,65×22 мм Parabellum
- .30 Luger
- 7,65 мм Luger
- 7,65×21 мм
- 7,65×21 мм Luger
- 7,65 мм Parabellum
- 7,65 мм Para